# Ђула Румболд
Ђула Румболд (мађ. Rumbold Gyula Sandor) био је фудбалер, мађарски репрезентативац и такмичио на Летњим олимпијским играма 1912. године. Био је члан мађарске олимпијске репрезентације и одиграо је један меч на главном турниру као и два меча на утешном турниру, играо је 33 пута у репрезентацији Мађарске. Поред овога освојио је и седам титула Мађарске са Ференцварошем.

## Играчка каријера

### Клуб
Придружио се тиму Ференцвароша када су још играли на Борарош терену, што је у то време била пијаца и место за продају вина. Између 1905. и 1914. године наступио је у 111 лигашких утакмица и постигао је један гол.
Румболдову фудбалску каријеру прекинуо је и Први светски рат. Он се борио на српском и руском фронту, био је више пута рањен, а затим и ратни заробљеник, што је прекинуло његову спортску каријеру. Такође, био је познат као талентован индустријски уметник, а његови спортски плакати и карикатуре стекли су популарност.

### Репрезентација
Од 1907. у репрезентацији се појавио 33 пута. 1912. године учествовао је на Олимпијским играма у Стокхолму. Прву утакмицу за репрезентацију Мађарске је одиграо 7. априла 1907. године на пројатељској утакмици против репрезентације Бохемије, када је Мађарска победила са 5 : 2.

## Достигнућа

### Играч
- Летње олимпијске игре
  - 5.: 1912. Стокхолм
- Првенство Мађарске
  - шампион: 1905, 1906/07, 1908/09, 1909/10, 1910/11, 1911/12, 1912/13.
- Куп Мађарске
  - победник: 1913
- Други стрелац првенства: 1906, 1908, 1909.
- Најбољи играч првенства: 1908/09.